# Мухомор желтоножковый
Мухомо́р желтоно́жковый (лат. Amaníta flavípes) — вид грибов, входящий в род Мухомор (Amanita) семейства Мухоморовые (Amanitaceae).

## Описание
Шляпка 3—12 см в диаметре, полушаровидная, раскрывающаяся до выпуклой и почти плоской, с волокнистым, но не ребристым краем. Поверхность желтоватая, жёлто-коричневая, иногда с сероватым оттенком, в центре более тёмная. У молодых грибов покрыта общим покрывалом, затем остающимся в виде тонких желтоватых бородавчатых хлопьев, легко отделимых и смывающихся водой.
Пластинки частые, свободные от ножки, белые или бледно-желтоватые, имеются многочисленные пластиночки.
Ножка достигает 4—15 см в высоту и 0,5—2 см в поперечнике, цилиндрическая или утончающаяся кверху, в основании с бульбовидным утолщением, белого или жёлтого цвета, покрытая жёлтыми зернистыми чешуйками. Остатки общего покрывала в виде нескольких поясков в верхней части бульбы. Кольцо в верхней части ножки, перепончатое, желтовато-кремовое сверху и жёлтое снизу.
Мякоть белая или беловатая.
Споровый порошок белого цвета. Споры 7—9×5,5—7 мкм, эллиптические до широкояйцевидных, амилоидные. Базидии без пряжек.
Съедобный гриб, часто указываемый как несъедобный из-за возможности спутать с ядовитыми видами.

## Экология
Образует микоризу с хвойными деревьями, реже произрастает в смешанных лесах.

## Систематика
По данным молекулярно-филогенетических исследований 2004 года, под названием Amanita flavipes понимается целая группа видов, отличающихся как на молекулярном, так и на макроскопическом уровне (например, по окраске шляпки). Дальнейшие исследования по выделению и разграничению этих видов не проводились.

### Синонимы
- Amanita bella S.Imai ex E.-J.Gilbert, 1940
- Amanita pulchella S.Imai, 1933, nom. illeg.
- Amanita watlingii Ash.Kumar & T.N.Lakh., 1990
- Amplariella bella (S.Imai ex E.-J.Gilbert) E.-J.Gilbert, 1940
- Amplariella flavipes (S.Imai) E.-J.Gilbert, 1940